# ندای وظیفه ۴: جنگاوری نوین
ندای وظیفه ۴: جنگاوری نوین (به انگلیسی: Call of Duty 4: Modern Warfare) یک بازی ویدئویی تیراندازی اول شخص است که به‌دست اینفینیتی وارد توسعه یافته و در سال ۲۰۰۷ به‌وسیلهٔ اکتیویژن منتشر شده‌است. این چهارمین قسمت اصلی در مجموعهٔ ندای وظیفه به‌شمار می‌رود. این بازی از محیط قسمت‌های قبلی که در جنگ جهانی دوم بود فاصله می‌گیرد و داستان آن در دوران مدرن جریان می‌یابد. جنگاوری نوین بیش از دو سال در حال توسعه بود و در نوامبر ۲۰۰۷ برای پلی‌استیشن ۳، ایکس‌باکس ۳۶۰ و مایکروسافت ویندوز منتشر شد و در سال ۲۰۰۹ با نام ندای وظیفه: جنگاوری نوین – نسخه رفلکس برای نینتندو وی در دسترس قرار گرفت.
داستان بازی در سال ۲۰۱۱ اتفاق می‌افتد که در آن زمان یک رهبر تندرو به نام خالد الاسد، که دومین مرد قدرتمند خاورمیانه است، رئیس‌جمهور یک کشور گمنام خیالی در خاورمیانه را می‌کشد و یک جنبش ملی‌گرایی افراطی، جنگ داخلی را در روسیه شعله‌ور می‌سازد. درگیری‌ها از منظر یک تفنگدار نیروی شناسایی سپاه تفنگداران دریایی ایالات متحده و یک کماندو از سرویس هوایی ویژه بریتانیا دیده می‌شود و داستان در مناطق مختلفی مانند بریتانیا، خاورمیانه، آذربایجان، روسیه و اوکراین جریان دارد. بخش چندنفره بازی شامل حالت‌های مختلف و یک سیستم تسطیح است که به بازیکن اجازه می‌دهد قفل سلاح‌های اضافی، ضمائم اسلحه و طرح‌های استتار را هنگام پیشرفت در بازی باز کند.
این بازی مورد تحسین منتقدان قرار گرفت و در زمینهٔ گیم‌پلی و داستان ستایش شد، اما انتقاداتی به‌دلیل فقدان نوآوری به آن وارد شد. این بازی جوایز گسترده‌ای از وبگاه‌های بازی دریافت کرد که از جملهٔ آن‌ها «بهترین بازی ایکس باکس ۳۶۰» از آی‌جی‌ان بود. این بازی در سال ۲۰۰۷ پرفروش‌ترین بازی ویدئویی در سراسر جهان بود که تا ژانویهٔ ۲۰۰۸ حدود ۷ میلیون نسخه فروش داشت و تا نوامبر ۲۰۱۳ به ۱۶ میلیون نسخه فروش رسید. دو دنباله از این بازی که خط داستانی را ادامه می‌دهند، عرضه شده‌است: ندای وظیفه: جنگاوری نوین ۲ و ندای وظیفه: جنگاوری نوین ۳.
یک نسخهٔ بازسازی‌شده با نام ندای وظیفه: بازسازی‌شده جنگاوری نوین، به عنوان بخشی از بسته‌های نسخهٔ محدود ندای وظیفه: جنگ‌های بی‌نهایت در نوامبر ۲۰۱۶ و به‌عنوان بازی مستقل در ژوئن ۲۰۱۷ منتشر شد. همچنین ندای وظیفه: جنگاوری نوین که یک بازراه‌اندازی از بازی‌های جنگاوری نوین است، در اکتبر ۲۰۱۹ منتشر شد.

## گیم‌پلی
برخلاف بازی‌های قبلی سری ندای وظیفه، این بازی دارای تجهیزات مدرن و ویژگی‌های جدیدی است که بسیاری از آنها شامل قسمت چند نفره بازی مانند «کیلزاستریکس» می‌شوند؛ که کشتن تعدادی از دشمنان بدون این که بازیکن در این بین بمیرد، امکان دسترسی به دارایی‌های مختلف از جمله حملات هوایی و پشتیبانی از بالگرد را امکان‌پذیر می‌سازد. یک شخصیت می‌تواند در یکی از سه حالت قرار گیرد: ایستاده، خمیده، یا درازکش، هر یک بر میزان حرکت، دقت و پنهان‌کاری شخصیت تأثیر می‌گذارد. استفاده از کاور به بازیکن کمک می‌کند تا از شلیک دشمن جلوگیری کند یا پس از وارد شدن آسیب قابل توجه، سلامتی خود را بازیابی کند. به همین ترتیب، هیچ زره پوش یا قدرت بهبودی با منبع تغذیه بدون وقفه وجود ندارد. وقتی که به شخصیت آسیب وارد شود، لبه‌های صفحه نمایش بازیکن قرمز می‌شود و ضربان قلب شخصیت افزایش می‌یابد. اگر شخصیت از شلیک تفنگ‌ها دور بماند، می‌تواند بهبود یابد. وقتی که این شخصیت در شعاع انفجار یک نارنجک زنده قرار دارد، یک نشانگر جهت نارنجک را نشان می‌دهد و به بازیکن کمک می‌کند تا یا فرار کند یا آن را به سمت دشمن پرتاب کند. و برای اولین بار در این بازی می‌توان دوید یعنی سرعت بیشتر در حالت عادی.

### عملیات جنگی
بازیکن در طی یک عملیات جنگی تک نفره، نقش شخصیت‌های مختلف را به عهده می‌گیرد. مشارکت شخصیت‌ها در این طرح به‌طور همزمان روی می‌دهد و رویدادها را در بازی هم‌پوشانی می‌کند. به همین ترتیب، چشم‌انداز بازیکن بین ماموریت‌ها از یک شخصیت به شخصیت دیگر تغییر می‌کند. هر مأموریت مجموعه‌ای از هدف‌ها را مشخص می‌کند؛ بازیکن با نمایشگر هشیارانه، به هر هدفی هدایت می‌شود، که جهت و فاصله آن را مشخص می‌کند. برخی از هدف‌ها نیازمند این هستند که بازیکن به ایست بازرسی برسد، درحالی که سایر هدف‌ها از بازیکن می‌خواهد تا دشمنان را در یک مکان مشخص از بین ببرد، برای دفاع از یک هدف بایستند یا مواد منفجره را در تأسیسات دشمن نصب کنند. پس از پایان مبارزات عملیات جنگی، یک بخش پایانی ویژه برای بازی گشوده می‌شود. این مأموریت هیچ تأثیری در طرح عملیات جنگی ندارد و روی یک گروه سازمان اس‌آاس که در حال مبارزه با تروریست‌هایی است که هواپیمایی را ربوده و یک شخص مهم را به گروگان گرفته‌اند، متمرکز می‌شود. فعالیت‌های اصلی بازی شامل ۳۰ قطعه قابل جمع‌آوری اینتل است که به بازیکن با تقلب‌های بازی و فیلترهای بصری مانند مهمات بی‌نهایت، نارنجک‌های خوشه‌ای و افزایش کنتراست اعطا می‌کند.

### بخش چندنفره

بازیکن با تصرف و دفاع از سه پرچم، هدف یک بازی چندنفره دومینیشن را تکمیل می‌کند.

ندای وظیفه ۴: جنگاوری نوین حالت‌های چندنفره مبتنی بر تیم و مبتنی بر بازی مرگ را روی نقشه‌های مختلف ارائه می‌دهد. هر حالت یک هدف دارد که نیازمند استراتژی‌های منحصر به فرد برای تکمیل آن است. بازیکنان می‌توانند در صورت دستیابی به خطوط کشتار سه، پنج و هفت دشمن، به ترتیب اسکن‌های شناسایی پهپاد، حمله هوایی و هلی‌کوپترهای تهاجمی را فراخوانی کنند. یک بازی زمانی پایان می‌رسد که تیم یا بازیکن به تعداد امتیازات از پیش تعیین شده رسیده باشد یا یا زمان اختصاص یافته منقضی می‌شود که در این صورت تیم یا بازیکنی که بیشترین امتیاز را در اختیار دارد، برنده می‌شود. اگر امتیازها حتی وقتی که زمان به پایان می‌رسد مساوی باشد، حالت مرگ ناگهانی فعال می‌شود که در آن هیچ گونه بازگشت دوباره از مرگ وجود ندارد و تیمی که آخرین فرد ایستاده را داشته باشد یا به هدف اول برسد، برنده هستند. اگر بازیکن در هر یک از دو مسابقه نبرد حضور داشته باشد، یک بازی اضافه کار وجود دارد که در آن تیم بعدی که برنده می‌شود، به پیروزی می‌رسد و به آن پاداش داده می‌شود.
عملکرد بازیکن در حالت چند نفره، با امتیاز تجربه دربر گرفته می‌شود که می‌تواند با کشتن بازیکنان حریف، تکمیل چالش‌ها، تکمیل اهداف یا با انجام یک دور یا مسابقه به‌دست بیاید. با کسب تجربه بازیکن، آنها در سطح خود پیشرفت می‌کنند و قفل سلاح‌های جدید، قدرت پردازش، چالش‌ها و حالت‌های بازی را باز می‌کنند. بالاترین سطح قابل دستیابی ۵۵ است، اما در نسخه‌های کنسول بازی، بازیکن می‌تواند وارد حالت «اعتبار» شود که سطح آنها را به یک بازمی‌گرداند و تمام قابلیت بازشدن غیرقابل باز را از بین می‌برد. این فرایند را می‌توان تا ۱۰ بار با یک مدال متفاوت که هر بار داده می‌شود تکرار کرد.
همان‌طور که بازیکن در سطح خود پیشرفت می‌کند و از اعتبار خود بالاتر می‌رود، آنها توانایی شخصی‌سازی طبقات خود را دارند؛ این امر شامل انتخاب سلاح اصلی، سلاح کمری و نوع نارنجک خاص می‌باشد. علاوه بر این، بازیکن می‌تواند سه حق امتیاز از یکی از هر سه «مقام» را انتخاب کند که می‌تواند شخصیت آنها را بیشتر سفارشی‌سازی کند.

## بخش داستانی

### شخصیت‌ها
در طول مبارزات تک‌نفره، بازیکن شش شخصیت مختلف را از دید اول شخص کنترل می‌کند. بازیکن در اکثر بازی‌ها نقش جان «سوپ» مک تاویش، گروه بان سرویس هوایی ویژه بریتانیا (SAS) را بر عهده می‌گیرد که با نام‌نویسی خود در هنگ به عنوان بیست و دومین افسر SAS شروع به کار می‌کند. گروهبان پاول جکسون بخشی از نیروی شناسایی سپاه تفنگداران دریایی است که در خاورمیانه مستقر شده‌است.

### داستان
در سال ۲۰۱۱، یک اولتراناسیونالیست روسی به نام عمران زاخائف تصمیم می‌گیرد کشورش را به دوران اتحاد جماهیر شوروی بازگرداند. زاخائف می‌داند که ایالات متحدهٔ آمریکا هرگز اجازه نمی‌دهد که چنین چیزی رخ بدهد، به همین دلیل با حمایت مالی از متحدش در خاورمیانه، خالد الاسد، یک کودتا در یک کشور بی‌نام خاورمیانه‌ای ترتیب می‌دهد تا افکار عمومی را به جای روسیه به سمت اتفاقات جنوب غربی آسیا جلب نماید.
در پیش‌درآمد، بازیکن نقش گروهبان سوپ مکتاویش را برعهده می‌گیرد. سوپ به تازگی کار خود را در سرویس هوایی ویژه آغاز کرده‌است. سوپ پس از آنکه آموزش‌های لازم را می‌بیند، همراه کاپیتان پرایس و گز به یک مأموریت در یک کشتی باری استونیایی که در تنگهٔ برینگ قرار دارد، فرستاده می‌شود. آن‌ها یک محموله در کشتی می‌یابند که با کشتی پوشانده شده و بر روی آن به زبان عربی چیزهایی نوشته شده و حاوی یک کلاهک هسته‌ای است. در همین حین کشتی مورد حملهٔ هواپیماهای میگ قرار می‌گیرد و سربازان سرویس هوایی ویژه به زحمت از کشتی در حال غرق شدن فرار می‌کنند. سپس بازیکن در نقش رئیس‌جمهور الفولانی، در یک کشور نامشخص خاورمیانه قرار می‌گیرد که توسط اسد اعدام می‌گردد.
روز بعد از کودتای اسد، کاپیتان پرایس، گاز و سوپ به منطقه‌ای از روسیه می‌روند تا یکی از خبرچینان روسی‌شان به نام نیکولای را که در اسارت گروه اسد قرار گرفته و اطلاعات کشتی استونیایی را فاش کرده بود، نجات دهند و در این راه، گروهبان کاماروف، از لویالیست‌ها (وفاداران به جمهوری فدرال روسیه) به آن‌ها یاری می‌رساند.
در همین حال، قتل الفولانی باعث می‌شود که نیروی یکم شناسایی سپاه تفنگداران دریایی ایالات متحده آمریکا به خاورمیانه اعزام می‌گردد تا الأسد را بیابد. این گروه شامل ستوان وازکز، گروهبان دوم گریگز و گروهبان پل جکسون می‌شود که وارد یک شهر کوچک شده تا منطقه را پاکسازی کرده و الأسد را که تبلیغات و سخنرانی‌های پروپاگاندایش در تلویزیون نشان می‌دهد در ایستگاه تلویزیونی شهر حضور دارد، پیدا کنند، اما آن‌ها از الأسد نشانی نمی‌یابند و مشخص می‌شود تصاویر نمایش داده شده بر اساس یک فیلم ضبط شده‌است که مکرراً پخش می‌شود.
در همین حال، هلیکوپتر هامر ۶–۲ که حامل کاپیتان پرایس، سوپ، گاز، نیکلای و دیگران است، مورد اصابت موشک قرار می‌گیرد. افراد حاضر در هلیکوپتر مجبور می‌شوند تا در زمین‌های دشمن پیش روند و بازماندگان را بیابند. هر چند آن‌ها سعی می‌کنند هر چه می‌توانند با دشمن‌های کمتری رو به رو شوند، اما به مرور آن‌ها در یک درگیری همه‌جانبه گرفتار می‌گردند. وقتی آن‌ها به یک انبار می‌رسند، سوپ مأمور می‌شود تا با یک ساپهٔ همراه به نام اف‌آی‌ام ۹۲ استرینگر هلی‌کوپتری که آن‌ها را تعقیب می‌کند، نابود کند. در همین حال نیز یک هواپیمای اِی-۱۳۰ سر رسیده و از پرایس و تیمش پشتیبانی می‌کند تا آن‌ها که ابتدا پیاده هستند و سپس سوار بر خودروی غیرنظامی به نقطهٔ امنی برسند تا بتوانند با پرنده‌های نیروی هوایی از آن‌جا بگریزند.
سربازان نیروی دریایی هم سعی می‌کنند یک تانک آبرامز ام۱اِی۲، با اسم رمزی خوک جنگی، را نجات دهند، اما وقتی که میان آتش سنگین دشمن گرفتار می‌شوند، جکسون مجبور می‌شود که یک ضدهوایی زد یو۴ را از بین ببرد، تا از پشتیبانی نیروهای هوایی برای پاکسازی استفاده کنند. سپس از تانک تا هنگامی که مهندسان بتوانند تعمیرش کنند، مواظب کرده و سپس تا رسیدن به بزرگراه همراهی‌اش می‌کنند. سپس جلوی راه تانک را پاکسازی می‌کنند تا تانک بتواند پیش برود و اهداف بزرگ‌تر را نابود کند.
سپس این نیروها به پایتخت می‌روند، چرا که معتقدند الأسد در آنجا مخفی شده‌است. در آنجا مجبور می‌شوند یک گردان را که در محاصرهٔ دشمن، در یک ساختمان گیر افتاده‌اند نجات دهند. پس از این وازکز اطلاع پیدا می‌کند که در آن منطقه، الأسد یک کلاهک هسته‌ای کار گذاشته‌است. آن‌ها سعی می‌کنند به کارهایشان شتاب دهند، تا از منطقه خارج شوند، اما یکی از هلی‌کوپترهای پشتیبانی سقوط کرده و مجبور می‌شوند که برای نجات خلبان که در هلیکوپتر گیرافتاده، فرود آمده و او را با خود ببرند. همین اتلاف وقت باعث می‌شود نتوانند از انفجار هسته‌ای بگریزند و با انفجار آن تعداد زیادی از شهروندان و ۳۰۰۰۰ سرباز آمریکایی، از جمله گروه آپ‌فور شامل وازکز و جکسون جان می‌بازند. تنها از این گروه گیگز که همراهشان نبود، جان سالم به در می‌برد.
نیکولای به پرایس می‌گوید که احتمال می‌دهد که الأسد در یک خانهٔ امن در شمال آذربایجان پنهان شده باشد. آن‌ها به منطقهٔ مورد نظر رفته و پس از پاکسازی چندین ساختمان، الأسد را پیدا می‌کنند. پرایس شروع به بازجویی وی می‌کند و در همین موقع زاخائف با تلفن الأسد تماس می‌گیرد و پرایس کشف می‌کند که کلاهک هسته‌ای در اختیار الأسد نبوده، بلکه زاخائف اختیار همه چیز را در دست داشته‌است. سپس پرایس با شلیک گلوله به سر الأسد، او را می‌کشد.
سپس کاپیتان پرایس خاطره‌ای از گذشته را برای گروهش تعریف می‌کند. در سال ۱۹۹۶، او که گروهبان بوده، به همراه کاپیتان مک‌میلان به چرنوبیل اعزام می‌شوند تا زاخائف، رهبر اولتراناسیونالیست‌ها را بکشند، چراکه او میله‌های سوختی هسته‌ای را که برای تولید سلاح هسته‌ای به کار می‌رفت به گروه‌ها و کشورها می‌فروخت. این دو نفر در حالی که از لباس‌هایی برای استتار استفاده کرده‌اند، در شهر ارواح پریپیات در اوکراین طوری پیش می‌روند، که حضورشان حس نشود. سپس آن‌ها به یک هتل رفته و سه روز در طبقهٔ بالای آن منتظر می‌مانند تا زاخائف سر برسد.
هنگامی که مذاکرهٔ زاخائف و طرف مقابلش در جریان است، پرایس با اسلحهٔ تک‌تیرانداز به او شلیک می‌کند، اما تیر تنها به دست او اصابت می‌کند و باعث قطع آن می‌شود. سپس پرایس و مک‌میلان که گمان می‌کنند زاخائف از خونریزی و شوک خواهد مرد، در حالی که تحت تعقیب هلی‌کوپترها و سربازان دشمن هستند، می‌گریزند. در میانهٔ راه پرایس یکی از هلی‌کوپترهای دشمن را ساقط می‌کند، اما سقوط آن باعث جراحت پای مک‌میلان شده و پرایس مجبور می‌شود او را تا نقطه‌ای که هلیکوپتر پشتیبانی قرار است آن‌ها را سوار کند، به دوش بکشد.
سپس در زمان حال، هشت ساعت بعد از کشته شدن الأسد، نیروهای پرایس فوج دشمنان را عقب می‌رانند تا دریاداران آمریکایی و گریگز به آن‌ها برسند و با هم بگریزند. حال هدف آن‌ها زاخائف شده‌است، چرا که الآن می‌دانند که تمام این اتفاق‌ها و کشتارها زیر سر اوست. آمریکایی‌ها و بریتانیایی‌ها طی یک عملیات مشترک، تصمیم دارند تا پسر زاخائف را دستگیر کنند و از طریق او به پدرش برسند. پس از یک تعقیب و گریز، بالاخره پسر زاخائف بر فراز بام یک خانهٔ پنج طبقه گیر می‌افتد، اما وقتی سوپ سعی می‌کند او را بازداشت کند، او با شلیک به سر خود خودکشی می‌کند تا دست مأموران به او نرسد.
راخائف که از مرگ پسرش بسیار عصبانی است، یک پایگاه موشکی را در رشته‌کوه آلتای تسخیر می‌کنند و آمریکا را تهدید می‌کنند که در یک عملیات تلافی‌جویانه موشک‌هایی با کلاهک هسته‌ای را به سمت شهرهای مهم آن شلیک می‌کند. پرایس فرماندهی نیروهای آمریکایی و بریتانیایی را برعهده می‌گیرد تا جلوی شلیک این موشک‌ها را بگیرد، اما در این میان گریگز دستگیر شده‌است. به همین علت سوپ، پرایس و گز در عملیاتی پیش از رفتن به پایگاه موشکی برای نجات گریگز می‌روند و نیروی رکون را برای گرفتن پایگاه عازم می‌کنند.
پس از این که با گریگز می‌توانند بگریزند، دو موشک هسته‌ای را می‌بینند که شلیک می‌شود و تخمین زده می‌شود جان بیش از ۴۱ میلیون نفر را بگیرد. آن‌ها به سرعت با از بین بردن نیروهای دشمن و تانک‌های آن‌ها وارد پایگاه موشکی شده و به اتاق کنترل می‌رسند. در آنجا سوپ کد جلوگیری را وارد سیستم می‌کند تا موشک‌ها پیش از برخورد به ساحل شرقی آمریکا منهدم شوند.
سپس پرایس، گریگز و سوپ با گز ملاقات می‌کنند که کامیونی یافته تا با آن بتوانند بگریزند، اما نقشهٔ فرار آن‌ها را کامیون‌های روسی‌ای که در تعقیب آن‌هاست خراب می‌کنند. سوپ و گریگز سعی می‌کنند جلوی ماشین‌های دشمن را بگیرند، اما یک هلیکوپتر روسی هنگامی که از پل می‌گذرند، پل را هدف قرار می‌دهد و آن‌ها با چنگ و دندان نجات می‌یابند و با نیروهای دشمنی که برای ساختن کار آن‌ها می‌خواهند روی پل بیایند نبرد می‌کنند. در این میان یک تانکر سوخت منفجر می‌شود و همه به جز گریگز را مجروح می‌کند. هنگامی که گریگز می‌خواهد سوپ را نجات دهد مورد اصابت گلولهٔ زاخائف و محافظانش قرار می‌گیرد و می‌میرد. زاخائف و دو سرباز اولتراناسیونالیست وارد می‌شوند. گز سعی می‌کند از جا برخیزد، اما زاخائف فوراً او را با گلوله می‌کشد. در همین موقع یک انفجار پشت زاخائف رخ می‌دهد و در حالی که او و سربازانش برمی‌گردند تا انفجار را ببینند و به هلیکوپتر لویالیست‌ها تازه‌وارد شده شلیک می‌کنند، پرایس یک اسلحهٔ کمری ام۱۹۱۱ را برای سوپ می‌اندازد و سوپ فرصت می‌یابد تا زاخائف و سربازانش را بکشد. لویالیست‌ها به سرعت خودشان را می‌رسانند و سوپ را با برانکارد می‌برند و در همین حال سوپ دیگر امدادرسانان را می‌بیند که در حال احیای کاپیتان پرایس هستند، هرچند سرنوشت هیچکدامشان مشخص نمی‌شود. در همین حال یک گزارشگر خبری اعلام می‌کند که آزمایش موشکی روسیه و دنبال کشتی در تنگه برینگ گشتن لغو شده‌است و این نشان می‌دهد مردم از ماوقع هیچ اطلاعی ندارند.

## بازخورد

### منتقدان
| گردآورنده | امتیاز                                              |
| --------- | --------------------------------------------------- |
| متاکریتیک | (PC) ۹۲/۱۰۰ (PS3) ۹۴/۱۰۰ (Wii) ۷۶/۱۰۰ (X360) ۹۴/۱۰۰ |

| ناشر                   | امتیاز |
| ---------------------- | ------ |
| یوروگیمر               | ۹/۱۰   |
| گیم اینفورمر           | ۱۰/۱۰  |
| گیم‌پرو                 | [ ۱۱ ] |
| گیم‌اسپات               | ۹/۱۰   |
| گیم‌اسپای               | [ ۱۳ ] |
| گیم‌تریلرز              | ۹٫۴/۱۰ |
| آی‌جی‌ان                 | ۹٫۴/۱۰ |
| اواکس‌ام (ایالات متحده) | ۱۰/۱۰  |
| ایکس پلی               | [ ۱۷ ] |

| ناشر                         | جایزه                                                                                   |
| ---------------------------- | --------------------------------------------------------------------------------------- |
| جوایز منتقدان بازی           | بهترین بازی اکشن                                                                        |
| گیم‌اسپات                     | بهترین گرافیک، بهترین بازی تیراندازی، بهترین بازی اکس باکس ۳۶۰، بهترین بازی پلی‌استیشن 3 |
| گیم‌تریلرز                    | بهترین گرافیک، بهترین بازی PS3                                                          |
| گیم‌پرو                       | بهترین بازی کلی سال                                                                     |
| آی‌جی‌ان                       | بهترین بازی اکس‌باکس ۳۶۰، بهترین شوتر سال ۲۰۰۷                                           |
| گیم‌اسپای                     | بهترین بازی PS3، بهترین بازی اکس‌باکس ۳۶۰، بهترین بازی PC، بازی سال                      |
| ایکس پلی                     | بهترین بازی تیراندازی، بهترین طراحی صدا                                                 |
| جوایز بازی‌های ویدئویی اسپایک | بهترین بازی تیراندازی، بهترین بازی نظامی                                                |
| فرهنگستان هنر و علوم تعاملی  | دستاورد برجسته در گیم‌پلی آنلاین، بازی اکشن سال، بهترین بازی کنسولی، بازی کلی سال        |
| جوایز گلدن جوی‌استیک          | بازی سال                                                                                |

## یادداشت
1. ↑  نسخه دبلیوآی‌آی توسط تری‌آرک توسعه یافته‌است.